# Lion Motor Car Company
Lion Motor Car Company war ein US-amerikanischer Hersteller von Automobilen.

## Unternehmensgeschichte
Das Unternehmen wurde im September 1909 in Adrian in Michigan gegründet. Austin E. Morey war Präsident. Außerdem waren Henry Bowen und Fred Postal beteiligt. Sie begannen 1910 mit der Produktion von Automobilen. Der Markenname lautete Lion.
Am 2. Juni 1912 zerstörte ein Feuer das Werk und 150 Fahrzeuge. Der Schaden betrug 350.000 US-Dollar. Der Versicherungsbetrag von 180.000 Dollar reichte nicht aus. Mitte Oktober 1912 kam es zur Insolvenz. Außerdem gab es eine Klage von der Blomstrom Manufacturing Company wegen Vertragsbruchs.

## Fahrzeuge
Anfangs gab es einen Vertrag mit Blomstrom, um deren Motor zu verwenden. Ein Fahrzeug entstand damit nicht.
Das einzige Serienmodell war der Forty. Er hatte einen Vierzylindermotor mit 40 PS Leistung. Das Fahrgestell hatte zunächst 284 cm Radstand. 1912 gab es die Ausführung Model A als Runabout und Tourenwagen.
1911 war das Model A ein fünfsitziger Tourenwagen, Model B ein viersitziger Tourenwagen, Model C ein zweisitziger Runabout und Model D ein fünfsitziger Tourenwagen mit vorderen Türen.
1912 wurde der Radstand auf 295 cm verlängert. Model K war als Tourenwagen mit fünf Sitzen karosseriert und Model L als Roadster mit zwei Sitzen.
Der Thirty hatte einen kleineren Vierzylindermotor mit 30 PS Leistung. Der einzige Prototyp wurde beim Feuer zerstört. Er war für das Modelljahr 1913 vorgesehen. Der Neupreis sollte 890 Dollar betragen. Zum Vergleich: Der Forty kostete 1600 Dollar im Jahre 1912.

## Modellübersicht
| Jahr | Modell | Ausführung | Zylinder | Leistung (PS) | Radstand (cm) | Aufbau                         |
| ---- | ------ | ---------- | -------- | ------------- | ------------- | ------------------------------ |
| 1910 | Forty  | Model A    | 4        | 40            | 284           | Runabout, Tourenwagen          |
| 1911 | Forty  | Model A    | 4        | 40            | 284           | Tourenwagen 5-sitzig           |
| 1911 | Forty  | Model B    | 4        | 40            | 284           | Tourenwagen 4-sitzig           |
| 1911 | Forty  | Model C    | 4        | 40            | 284           | Roadster 2-sitzig              |
| 1911 | Forty  | Model D    | 4        | 40            | 284           | Fore-Door Tourenwagen 5-sitzig |
| 1912 | Forty  | Model K    | 4        | 40            | 295           | Tourenwagen 5-sitzig           |
| 1912 | Forty  | Model L    | 4        | 40            | 295           | Roadster 2-sitzig              |